# Бернадет Себаге Ратеді
Бернадетт Себаге Ратеді (Bernadette Sebage Rathedi) (5 вересня 1967) — ботсванський дипломат. Надзвичайний і Повноважний Посол Республіка Ботсвана в Швеції, з одночасної акредитацією в Росії, Ісландії, Норвегії, Данії, Фінляндії та Україні.

## Життєпис
Закінчила Інститут зростання та розвитку людини в Університеті штату Індіана, США.
Працювала начальником протоколу в Міністерстві закордонних справ і міжнародного співробітництва Ботсвани.
У червні 2005 року була призначена послом Ботсвани в Швеції, з одночасної акредитацією в Росії, Ісландії, Норвегії, Данії, Фінляндії Польщі та Україні.
З лютого 2013 року — Надзвичайний і Повноважний Посол Республіки Ботсвана в Федеративній Республіці Бразилії, а також акредитована в Аргентині, Чилі та Гаяні.